# ブライム・アムダニ
ブライム・アムダニ（Brahim Hemdani、1978年3月15日 - ）は、フランス・オー＝ド＝セーヌ県・コロンブ出身の元アルジェリア代表サッカー選手。

## 経歴
アムダニはフランスのASカンヌでキャリアをスタートさせた。2シーズン在籍した後、同じく1部のRCストラスブールへと移籍した。そこでの活躍が認められ、国内の強豪であるオリンピック・マルセイユへと移籍。2004年にはマルセイユのUEFAカップ決勝進出を助けた。
2005年6月14日、4年契約でスコティッシュ・プレミアシップのレンジャーズFCへと加入。シーズン開幕当初は怪我の影響によって躓いたが、10月のダンディーFC戦でリーグ初出場を飾った。その後は、不動のレギュラーとして躍動し、クラブ史上初のUEFAチャンピオンズリーグベスト16を支えた。また、2006年12月17日にはセルティックFCとのオールドファームにて移籍後初得点を記録した。2007年4月16日にはサポーターからクラブの年間最優秀選手に選出された。

## 代表歴
フランスU-20代表に選出された経験があり、フランス代表としてプレーする事を希望し、長らくアルジェリア代表からの招集を固辞していた。しかし、2008年2月にアルジェリア代表としてプレーすることを選択。2008年5月31日の2010 FIFAワールドカップ予選のセネガル戦でデビューを飾った。

## タイトル
- レンジャーズ
  - スコティッシュ・プレミアリーグ 2008-09
  - スコティッシュカップ 2007-08, 2008-09
  - スコティッシュリーグカップ 2007-08